# Angels Music Awards
Les Angels Music Awards sont des récompenses attribuées en France par l'industrie de la musique chrétienne contemporaine. La cérémonie a eu lieu en 2015 et 2017.

## Histoire
Les Angels Music Awards sont fondés par Antoine Clamagirand, et co-organisés par Jean-Baptiste Fourtané (fondateur du Festival de Pâques à Chartres), Marc Brunet, Dieudonné de Lavenne (cofondateur du magazine Aime et fais ce que tu veux) ,,,.
La première cérémonie s'est déroulée le 17 octobre 2015 à Paris,,,. La deuxième édition a eu lieu le 4 juillet 2017 à l'Olympia (Paris) La cérémonie des Angels Music Awards est diffusée en direct à la télévision par KTO et à la radio par RCF.

## Les éditions
| Édition    | Date            | Lieu         | ville | Parrain  | Invité d'Honneur | Maîtres de cérémonie              |
| ---------- | --------------- | ------------ | ----- | -------- | ---------------- | --------------------------------- |
| #01 - 2015 | 17 octobre 2015 | Salle Wagram | Paris | Impact   |                  | Charlie Clarck                    |
| #02 - 2017 | 4 juillet 2017  | L'Olympia    | Paris | Glorious | Natasha St-Pier  | Charlie Clarck et Natasha St-Pier |

## Lauréats

### Lauréats 2015
La 1re édition des Angels Music Awards s'est tenue en 2015. 
| Meilleur groupe (prix du public) | Dei Amoris Cantores            |
| Meilleur Album                   | Matt Marvane - Noirs et blancs |
| Meilleur titre                   | Pierre Éliane - Dans tes mains |
| Meilleur clip                    | Jessica Dorsey - Bondyé ou Wo  |
| Meilleure comédie musicale       | Malkah                         |
| Révélation de l’année            | Les Guetteurs                  |
| Prix d'honneur pour une carrière | Exo                            |

### Lauréats 2017
La 2e édition des Angels Music Awards s'est tenue en 2017. 
| Meilleur groupe (prix du public) | Hopen                         |
| Meilleur Album                   | Impact, Album Scriptura       |
| Meilleur titre                   | Andrée Grise - Garder ma foi  |
| Meilleur clip                    | Les Guetteurs, We gonna leave |
| Meilleure comédie musicale       | Tobie et Sarra, le musical    |
| Révélation de l’année            | Yatal                         |
| Prix d'honneur pour une carrière | Daniel Facérias               |